# Шумилихинский сельсовет
Шумилихинский сельсовет — упразднённое муниципальное образование со статусом сельского поселения и административно-территориальное образование в Ребрихинском районе Алтайского края России. Административный центр — село Шумилиха.

## История
Законом Алтайского края от 3 апреля 2015 года № 23-ЗС, муниципальные образования Куликовский, Ребрихинский и Шумилихинский сельсоветы преобразованы путём их объединения в муниципальное образование Ребрихинский сельсовет с административным центром в селе Ребриха.

## Демография
По результатам Всероссийской переписи населения 2010 года, численность населения муниципального образования составила 675 человек, в том числе 326 мужчин и 349 женщин. Оценка Росстата на 1 января 2012 года — 663 человека.

## Населённые пункты
В состав сельского поселения входит 2 населённых пункта:
- посёлок Тулай,
- село Шумилиха.

### Упразднённые населённые пункты
Уралики — упразднённый в 1981 году посёлок